# هورشت کوپل
هورشت کوپل (به آلمانی: Horst Köppel) بازیکن فوتبال و هافبک اهل آلمان است که از سال ۱۹۶۸ میلادی عضو تیم ملی فوتبال آلمان بوده‌است. وی در ۱۱ بازی ملی حضور داشته است و آخرین بازی ملی خود را در سال ۱۹۷۳ میلادی انجام داد. هورشت کوپل در بازی‌های ملی‌اش ۲ گل به ثمر رساند.